# Parafia Matki Bożej Bolesnej w Bałtowie
Parafia Matki Bożej Bolesnej w Bałtowie – jedna z 10 parafii rzymskokatolickich dekanatu sienneńskiego diecezji radomskiej.

## Historia

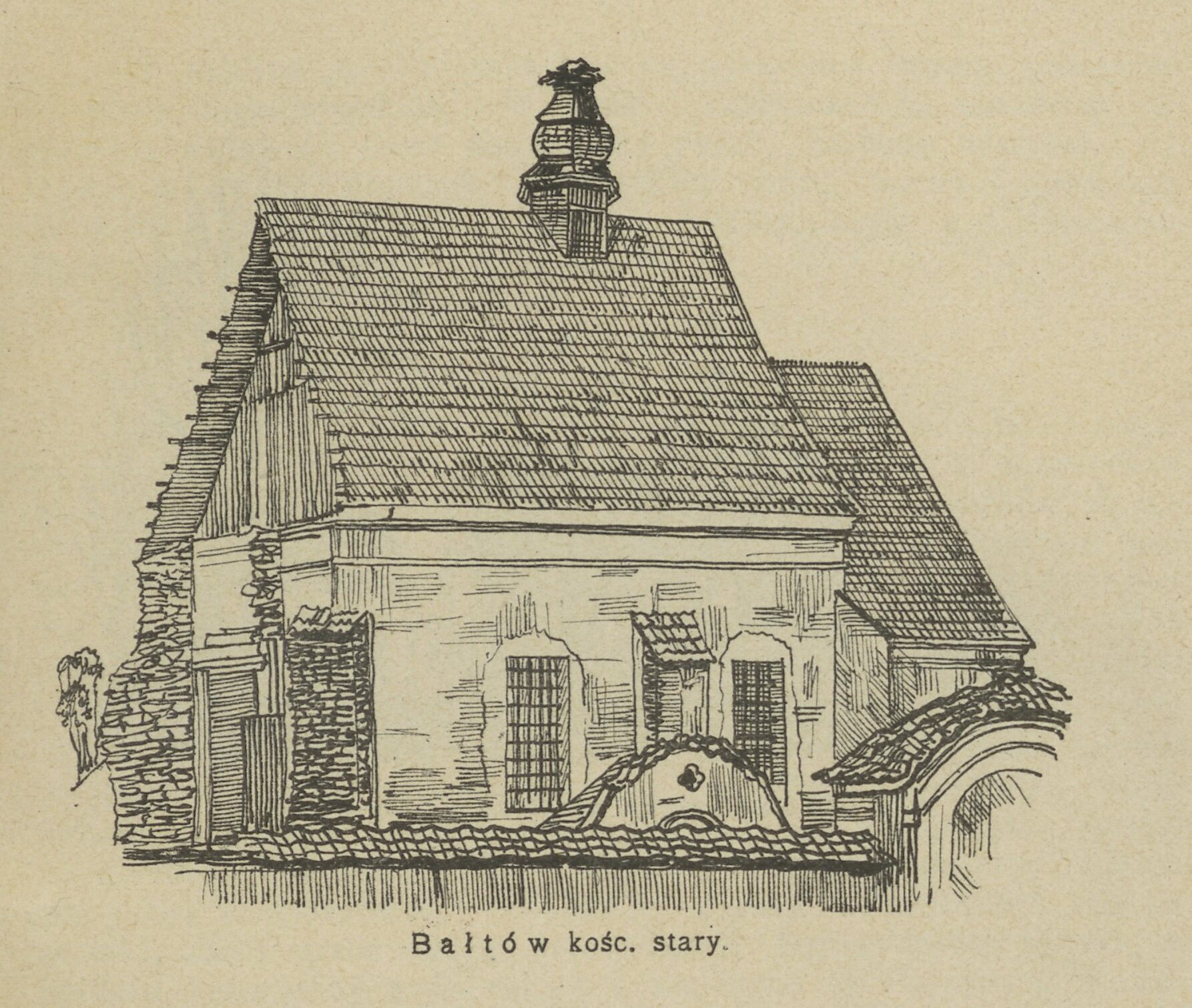
Stary kościół w Bałtowie

Parafia powstała przed 1326. Wtedy jest wzmiankowany pierwotny drewniany kościół, który spłonął w 1645. Na tym miejscu prawdopodobnie znajduje się obecnie kaplica pałacowa. Obecny kościół pw. Matki Bożej Bolesnej powstał w końcu XVII w., jest to najstarsza część dzisiejszej świątyni. Kościół konsekrował 21 października 1743 bp Michał Ignacy Kunicki. W latach 1904–1909, staraniem ks. Ludwika Olsińskiego, kościół został znacznie rozbudowany i restaurowany według projektu arch. Zygmunta Hendla i Konstantego Wojciechowskiego. Budowę ukończył i kościół pomalował do 1919 ks. Marian Bijasiewicz. Konsekracji kościoła dokonał 11 maja 1920 bp Paweł Kubicki. Kościół jest zbudowany na planie krzyża łacińskiego, orientowany, jednonawowy, dwuprzęsłowy z transeptem.

## Zasięg parafii
Do parafii należą wierni z następujących miejscowości: Bałtów, Bałtów Górny, Bałtów Zarzecze, Bidzińszczyzna, Jelenia Góra, Magonie, Maksymilianów, Michałów, Rudka Bałtowska, Skarbka Dolna, Skarbka Górna, Wólka Bałtowska i Wólka Bałtowska Kolonia.

## Proboszczowie
- ks. Albin Dudek (1945–1951)
- ks. Kazimierz Pelc (1951–1956)
- ks. Józef Łobodziński (1956–1959)
- ks. Jan Skórski (1959–1961)
- ks. Bolesław Szymański (1961–1970)
- ks. Zygmunt Lewiński (1970–1976)
- ks. Stanisław Kotkowski (1976–1985)
- ks. Krystyn Żebracki (1985–1989)
- ks. Józef Wrochna (1989–1992)
- ks. Andrzej Głogowski (1992–1996)
- ks. kan. Grzegorz Kucharski (1996–2022)
- ks. kan. dr Grzegorz Stępień (od 2022)